# Господари на нощта
„Господари на нощта“ (на английски: We Own the Night) е американски криминален трилър от 2007 г., на режисьора Джеймс Грей, и участват Хоакин Финикс, Марк Уолбърг, Ева Мендес и Робърт Дювал. Това е третият филм на режисьора Грей, и вторият филм, който включва актьорите Финикс и Уолбърг след „Ярдовете“ (2000).
Премиерата на филма е на 25 май 2007 г. във филмовия фестивал в Кан, а премиерата на филма е в Съединените щати на 12 октомври 2007 г., който получава смесени отзиви от критиката и печели 55 млн. щ.д.